# El drac del meu pare
El drac del meu pare (originalment en anglès, My Father's Dragon) és una pel·lícula de fantasia d'aventures animada en 2D del 2022 dirigida per Nora Twomey amb un guió de Meg LeFauve, que va coescriure la història amb John Morgan. Es basa en la novel·la infantil homònima de 1948 de Ruth Stiles Gannett. Coproduïda per Netflix Animation, Cartoon Saloon, Mockingbird Pictures i Parallel Films, la pel·lícula es preveia estrenar el 2021 a Netflix, però es va posposar fins a l'11 de novembre de 2022. S'ha doblat al català, cosa que va representar la quarta pel·lícula original de Netflix en aquesta llengua.
El doblatge va ser produït per SDI Media i dirigit per Quim Roca a partir de la traducció de Lluís Comes. Compta amb les veus de Mario Blasco (Elmer Elevator), Eric Esclusa (Boris), Lourdes Fabrés (Dela Elevator) i Alfonso Vallés (Saiwa), entre d'altres.
El repartiment de veus original en anglès disposa de Jacob Tremblay, Gaten Matarazzo, Whoopi Goldberg, Ian McShane i Golshifteh Farahani.

## Premissa
L'Elmer busca un drac captiu a l'illa Salvatge i troba molt més del que mai podria haver previst.

## Repartiment
| Personatge     | Doblatge original   | Doblatge en català |
| -------------- | ------------------- | ------------------ |
| Elmer Elevator | Jacob Tremblay      | Mario Blasco       |
| Boris          | Gaten Matarazzo     | Eric Esclusa       |
| Dela Elevator  | Golshifteh Farahani | Lourdes Fabrés     |
| Saiwa          | Ian McShane         | Alfonso Vallés     |
| Kwan           | Chris O'Dowd        | Hernan Fernández   |
| Tamir          | Jackie Earle Haley  | Carles Lladó       |
| Iris           | Dianne Wiest        | Meritxell Ané      |
| Cornelius      | Alan Cumming        | Toni Astigarraga   |
| Soda           | Judy Greer          | Sara Gómez         |
| Srta. McClaren | Rita Moreno         | Mariola Fustier    |

## Producció
El juny de 2016, es va informar que Cartoon Saloon estava desenvolupant una adaptació de My Father's Dragon, amb Tomm Moore i Nora Twomey com a codirectors. El novembre de 2018, Netflix va anunciar que s'havia incorporat al projecte. Twomey era llavors l'única directora.
L'abril de 2022, es va revelar el repartiment original juntament amb una primera imatge de la pel·lícula, i es va anunciar que Mychael i Jeff Danna serien els compositors de la banda sonora.

## Estrena
El drac del meu pare es va estrenar al 66è Festival de Cinema de Londres el 8 d'octubre de 2022. L'estrena dels Estats Units va ser al Festival de Cinema d'Animació el 22 d'octubre de 2022.
El novembre de 2018, Netflix va anunciar, en primer lloc, que la pel·lícula s'estrenaria el 2021. Tanmateix, el gener de 2021, el director general de Netflix, Ted Sarandos, va revelar que l'estrena de la pel·lícula es podria traslladar al «2022 o després», per complir els criteris de Netflix de llançar sis pel·lícules animades per any. El setembre de 2022, Netflix va anunciar que la pel·lícula s'estrenaria l'11 de novembre d'aquell any.